# Parathelphusa nagasakti
Parathelphusa nagasakti is een krabbensoort uit de familie van de Gecarcinucidae. De wetenschappelijke naam van de soort is voor het eerst geldig gepubliceerd in 1988 door Ng.